# Туманский, Василий Григорьевич
Василий Григорьевич Туманский (укр. Григорій Туманський; ок. 1720 — 2 марта 1809) — последний генеральный писарь Войска Запорожского (1762—1767). Дед поэта В. И. Туманского и сенатора А. В. Кочубея.

## Биография
Род Туманских ведёт начало от духовенства Правобережной Украини. Отец Василия, Григорий Тимофеевич, был священником в Переяславском полку, а потом стал протопопом в Басане. В семье было пятеро сыновей и дочь. Старший сын — Василий родился около 1718—1720 гг. и пошёл учиться в Киево-Могилянскую академию.
После учёбы Василий Туманский стал полковым канцеляристом переяславским, потом перешёл в главную войсковую канцелярию, а во время следствия над старшим войсковым канцеляристом Холодовичем выполнял его обязанности в 1748 году.
Брак Василия Туманского с дочерью генерального судьи Фёдора Лысенко Ульяной в значительной степени содействовал карьерным успехам Василия.
В 1750—1751 гг. получил должность полкового писаря переяславского, а потом снова вернулся в главную войсковую канцелярию уже старшим войсковым канцеляристом. На этой должности получил чин бунчукового товарища и 8 марта 1762 года был утверждён в должности генерального писаря Войска Запорожского.
После упразднения Гетманщины продолжил гражданскую службу, с 1779 года действительный статский советник. В 1784—1787 гг. вице-губернатор Новгород-Северского наместничества.